# Chrissy Metz
Pour les articles homonymes, voir Metz (homonymie).
Chrissy Metz (née le 29 septembre 1980 Homestead en Floride) est une actrice américaine. Elle est surtout connue pour ses rôles dans des séries américaines. Elle est l'interprète de Kate Pearson dans This Is Us, de Chunk dans Earl, et de Barbara/Ima Wiggles dans American Horror Story: Freak Show,. En 2018, elle tient un rôle important dans le film Sierra Burgess Is a Loser, qui est diffusé sur Netflix. En 2019, elle est à l'affiche du film Breakthrough.
Sa performance dans This Is Us lui vaut une nomination aux 74e Golden Globe Awards, dans la catégorie de meilleure actrice dans un second rôle dans une série, une mini-série ou un téléfilm. En outre, Chrissy Metz est également chanteuse dans son groupe, nommé Chrissy and The Vapors.

## Biographie
Chrissy Metz naît le 29 septembre 1980, et grandit à Homestead, en Floride. Elle passe une partie de son enfance au Japon, son père étant dans la Marine américaine. Elle a vécu plus tard à Gainesville, en Floride.
Selon elle, son père quitte sa famille lorsqu'elle avait 8 ans. Quelques années plus tard, sa mère se remarie. Mais le beau-père ne supporte pas l'aspect physique de Chrissy Metz. Elle raconte en effet qu'à partir du moment où la famille a cessé de manquer de nourriture elle a commencé à manger en cachette le plus rapidement possible par peur d'en manquer. C'est alors que ses relations avec Trigger, son beau-père, deviennent conflictuelles. Ce conflit s'aggrave lorsqu'elle entre dans l'adolescence. Elle se met à éprouver des angoisses boulimiques. En l'absence de sa mère au travail, son beau-père commence à la frapper régulièrement. Elle dit que ce dernier finit par accepter la personnalité de Chrissy Metz et déclare même : « Cet homme a fait plus pour moi que mon vrai père »
En 2018, elle tient un rôle important dans le film Sierra Burgess Is a Loser, qui est diffusé sur Netflix. 
En 2019, elle est à l'affiche du film Breakthrough, dont elle interprète la chanson phare I'm standing with you, qui obtient une nomination aux Oscars[réf. nécessaire].
Elle est l'autrice d'un livre autobiographique, This is Me (Ceci est moi), titre sans doute en référence à la série télévisée qui l'a rendue célèbre This Is Us.
En 2021, elle est l'une des nombreuses invités du film Muppets Haunted Mansion, aux côtés de Danny Trejo, Will Arnett, Taraji P. Henson, John Stamos ou encore Darren Criss.

## Filmographie

### Cinéma
- 2007 : Loveless in Los Angeles
- 2008 : News Movie
- 2018 : Sierra Burgess Is a Loser: la mère de Veronica
- 2019 : Breakthrough : Joyce Smith

### Télévision
- 2005 : Entourage – 1 épisode
- 2005 : All of Us (en) – 1 épisode
- 2008 : Earl – 1 épisode
- 2009 : Solving Charlie – Téléfilm
- 2010 : Huge (en) – 1 épisode
- 2014 - 2015 : American Horror Story: Freak Show – 5 épisodes
- 2016 - 2022 : This Is Us – 92 épisodes
- 2018 : The Last O.G. (en) – 1 épisode

## Distinctions
| Année | Prix                                 | Catégorie                                               | Nomination | Résultat   |
| ----- | ------------------------------------ | ------------------------------------------------------- | ---------- | ---------- |
| 2017  | 19e cérémonie des Teen Choice Awards | Meilleure révélation masculine/féminine à la télévision | This Is Us | Nomination |